# Veikko Vennamo

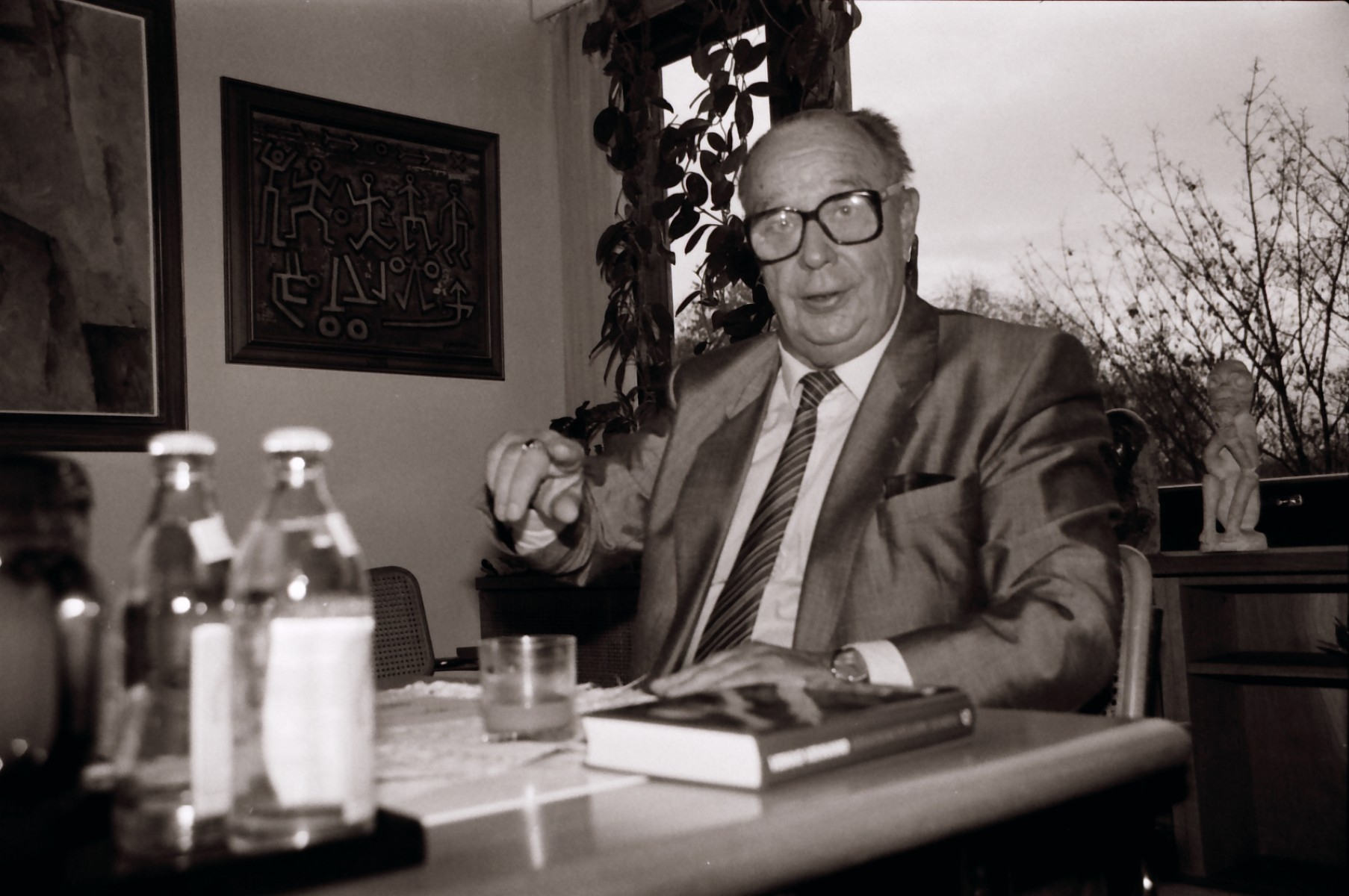
Veikko Vennamo im Herbst 1989

Veikko Emil Aleksander Vennamo, bis 1938 Fennander (* 11. Juni 1913 in Jaakkima in der heutigen Republik Karelien, Russland; † 12. Juni 1997 in Helsinki) war ein finnischer Politiker. Vennamo saß von 1945 bis 1962 und von 1966 bis 1987 im Reichstag. 1959 gehörte er zu den Gründern der Bauernpartei SMP.

## Leben
Vennamo wurde in Jaakkima als Veikko Fennander und als Sohn von Emil Fennander, einem Filialleiter einer Bank, und Fanny Siviä (geborene Haikala) geboren. 1931 schrieb es er sich nach seinem Schulabschluss an der Universität von Viipuri ein. Er war mit der Schwester der Architektin Kaija Sirén, Sirkka Tuominen, verheiratet. 1938 änderte er seinen Nachnamen vom schwedischen Fennander in das finnische Vennamo.
1945 zog er für den Landbund in den Reichstag ein. Im fünften Kabinett Urho Kekkonens war er von 1954 bis 1956 stellvertretender Finanzminister unter Penna Tervo von der Sozialdemokratischen Partei. Nach der Wahl Kekkonens zum finnischen Staatspräsidenten 1956 begann Vennamo sich zu einem Kritiker der sowjetfreundlichen Außenpolitik Kekkonens, der ebenfalls dem Landbund angehörte, zu entwickeln. 1959 gründete er die SMP, die zur Protestpartei der Kleinbauern und sozialschwachen Leute wurde. Vennamo war ein entschiedener Gegner der linken Regierungen der 1950er und 1960er Jahre. 1968, 1978 und 1982 war er Präsidentschaftskandidat und trat dabei bei den ersten beiden Teilnahmen auch jeweils gegen Kekkonen an. 1968 erhielt Vennamo 11,35 % der Stimmen bei den Wahlmännerwahlen. 1978, als fast alle Parteien Urho Kekkonen unterstützten, erhielt Vennamo lediglich 4,68 %. Das Kekkonen unterstützende Wahlbündnis war bei den Wahlen auf 82,41 % gekommen. 1982 erhielt er nur noch 2,3 %. Der Sozialdemokrat Mauno Koivisto wurde bei diesen Wahlen zu Kekkonens Nachfolger gewählt.
Vennamo war von 1959 bis 1979 Vorsitzender der SMP gewesen. Nachdem er 1959 die Partei gegründet hatte und aus dem Landbund austrat, saß er noch bis 1962 im finnischen Reichstag ohne jedoch einer Fraktion anzugehören. Bei den Parlamentswahlen 1962 erhielt die SMP zwar mit 2,2 % einen Prozentsatz der Wählerstimmen, der in der Regel einen Sitz im Parlament zusicherte, aufgrund des finnischen Wahlsystems und der Einteilung der Wahlbezirke erhielt die SMP aber keinen Sitz. Vier Jahre später holte die SMP zwar nur 1,0 % der Stimmen doch Vennamo konnte als einziger Kandidat seiner Partei den Sprung in den Reichstag schaffen. Bei den Wahlen 1970 erzielte die SMP mit 10,5 % ihr bestes Ergebnis und stellte von nun an 18 Abgeordnete. Vennamo saß noch bis zu den Wahlen im Jahr 1987 im Reichstag. Nach seinem Rückzug schwand schließlich aber auch der Einfluss der Suomen maaseudun puolue, die bei den folgenden Wahlen 1991 und 1995 nur noch 4,9 % bzw. 1,3 % der Stimmen erhielt.
Der Politiker Timo Soini, der von 1992 bis 1995 Generalsekretär der SMP war und später bei den Parlamentswahlen 2011 mit seinen Basisfinnen in die Schlagzeilen geriet, gilt als Ziehsohn Vennamos.